# Македонска академија наука и уметности
Македонска академија наука и уметности (МАНУ; мкд. Македонската академија на науките и уметностите, МАНУ), основана је 23. фебруара 1967. године. Њен први председник био је Блаже Конески.Садашњи председник је Љупчо Коцарев.
Чланови МАНУ бирају се сваке три године. Од свог оснивања до данас, МАНУ је имала укупно 154 члана. Од тренутна 74 члана, 41 је редовни члан, а 33 имају статус чланова (спољних) ван радног састава. МАНУ засад има четири почасна члана, а то су Коле Чашуле, Јосип Броз Тито, Едвард Кардељ и Борис Евгенович Патон.

## Научни центри
Македонска академија има и пет научних центара:
- Центар за генетско инжењерство и биотехнологију
- Центар за енергетику, информатику и материјале
- Центар за подручну лингвистику
- Центар за лексикографска истраживања
- Центар за стратешка истраживања

## Научни одели
Унутар МАНУ функционише пет одела:
- Одел за лингвистичке и литературне науке
- Одел за социјалне науке
- Одел за математичке и технолошке науке
- Одел за биолошке и медицинске науке
- Одел за уметност

## Председници МАНУ
- Блаже Конески (1967—1975)
- Михајло Апостолски (1976—1983)
- Јордан Поп Јорданов (1984—1991)
- Ксенте Богоев (1992—1999)
- Ђорђи Евремов (2000 — јун 2001)
- Матеја Матевски (јул 2001 — 2004)
- Цветан Грозданов (јануар 2004 — 2008)
- Георги Старделов (од 2008)

## Међународна сарадња
МАНУ је члан CEN (Мрежа академија централне и источне Европе) и SEEA (Академије југоисточне Европе).

## Публикације
МАНУ је до сада објавила око 1.690 научних радова са свих поља наука и уметности.